# 知本天主堂
知本天主堂是位於台灣台東縣臺東市的一座天主教教堂。天主教自1954年開始在知本地區傳教，1956年修建了知本天主堂，是卑南族最早的天主教堂。現在的知本天主堂是鋼筋混凝土建築，其外觀和內裝都有濃郁的卑南族文化色彩，象徵卑南族與基督教的融合。知本天主堂被臺東縣政府指定為台東縣歷史建築。